# Isengard (formație)
Isengard este proiectul solo al muzicianului norvegian Fenriz, bateristul formației Darkthrone. Înființat în 1989, acesta combină black/viking metalul cu muzica rock experimentală în unele melodii și este denumit după marea forăreață Isengard⁠(d) din romanul Stăpânul inelelor al scriitorului J. R. R. Tolkien.

## Istorie
Entitatea din logoul formației a fost preluată dintr-un vechi joc intitulat Middle-Earth Role Playing⁠(d). Ilustrația originală îl reprezinta pe vampirul Thuringwethil din cartea Silmarillion.
Fenriz a creat Isengard, deoarece o mare parte din ideile sale nu erau compatibile cu stilul și muzica Darkthrone. Fenriz este singurul membru al proiectului. Vinterskugge⁠(d) este o compilație de trei albume demo înregistrate înaintea albumului Høstmørke⁠(d).
Întrebat despre proiectul Isengard într-un interviu din 2007, Fenriz a declarat că nu „înțelege de ce oamenilor le place atât de mult”; a susținut că fanilor le plac tocmai „elementele” care lui îi displac, și anume trăsăturile folk.
În 2016, Peaceville Records a lansat un disc de vinil cu două melodii intitulat „Traditional Doom Cult”. Partea A - „The Light” - a fost înregistrată în 1989, în timp ce partea B - „The Fright” - a fost înregistrată la începutul anilor 1990.
Un al treilea album Isengard intitulat „Vårjevndøgn” a fost lansat în octombrie 2020, fiind alcătuit din înregistrări realizate în perioada 1989 -1993.

## Discografie
- Spectres over Gorgoroth (demo, 1989)
- Horizons (demo, 1991)
- Vandreren (demo, 1993)
- Vinterskugge (compilație, 1994)
- Høstmørke (1995)
- Traditional Doom Cult (2016)
- Vårjevndøgn  (2020)